# 臺灣省政府糧食局新竹管理處
臺灣省政府糧食局新竹管理處，為新竹市東區的歷史建築，建於1942年，其前身為日治時期的臺灣總督府米穀局新竹事務所。此建築至今皆由糧政相關機關所使用，見證了臺灣農政發展，於2010年登錄為新竹市歷史建築。目前由農業部農糧署北區分署新竹辦事處與農業部動植物防疫檢疫署新竹分署使用。

## 介紹

### 日治時期
1936年以前，臺灣的米穀業務主要由殖產局轄下的農務課和商工課負責。臺灣總督府於1936年10月公布新設「殖產局米穀課」，負責管理米穀同業組合、農業倉庫以及米穀生產和米價的調查。在臺北、新竹、臺中、臺南、高雄五處設有米穀課出張所，其中米穀課新竹出張所位在新竹州廳內。1939年5月臺灣總督府發布《臺灣米穀移出管理令》後，於同年7月廢除殖產局米穀課、另外設置「臺灣總督府米穀局」；新竹米穀課出所便改成米穀局新竹事務所，並管理原殖產局附屬的米穀檢查所支所與出張所，將其改為米穀事務所和出張所。
1941年12月，臺灣總督府頒布《臺灣米穀等應急措置令》，規定在必要時得收購販賣糧食及其加工品。1942年2月16日，米穀局新竹事務所於現址落成。1942年11月，原所改制為臺灣總督府食糧局新竹事務所。

### 民國時期
臺灣總督府食糧局在戰後由臺灣省行政長官公署接收，此處改為臺灣省糧食局新竹管理處。1999年7月精省後，改為行政院農業委員會北區糧食管理處新竹辦事處。2004年1月，改為行政院農業委員會農糧署北區分署新竹辦事處。

## 建築特色
建築平面呈ㄇ字型，中央為入口車寄，入口前有前庭，建築後方則和其他建築圍塑出一中庭空間，且中庭內有九個防空洞。主建物入口車寄與正門各入口處的牆面，均有敷設稱為「北投燒」的陶瓷磚。